# Perseus (Persien)
Perseus war nach Herodot und anderen der Gründer und erste Herrscher von Persien.

## Herkunft
Nach griechischer Überlieferung soll Perseus ein Assyrer gewesen sein.

## Bedeutung
Über das  Leben des historischen Perseus und seine Funktion ist uns fast nichts überliefert worden. Auch kennen wir keine Regierungsdaten. Perseus’ Rolle als mythischer Ahnherr weist jedoch auf die früheste Reichsbildung auf dem Gebiet Persiens hin.
Nach Lykophron wird Perseus auch als die Sonne bezeichnet ("Περσεύς ὁ Ἣλιος"). Er soll die Menschen in der Kenntnis der Sterne unterrichtet haben. Damit erhält Perseus Bedeutung als göttliches Wesen im Sinne des Sabäismus, aber auch als Kulturbringer. 
Weiterhin soll Perseus Gatte der Astarte gewesen sein, also höchstwahrscheinlich die Heilige Hochzeit mit deren Priesterin vollzogen haben. 
Alle diese Informationen deuten auf eine Stellung als Priesterkönig hin.